# El Arco (Salamanca)
El Arco es un municipio y localidad española de la provincia de Salamanca, en la comunidad autónoma de Castilla y León. Se integra dentro de la comarca de la Tierra de Ledesma. Pertenece al partido judicial de Salamanca y a la Mancomunidad Comarca de Ledesma.
Su término municipal está formado por un solo núcleo de población, ocupa una superficie total de 7,10 km² y según los datos demográficos recogidos en el padrón municipal elaborado por el INE en el año 2017, cuenta con una población de 87 habitantes.

## Historia
La reconquista de El Arco fue realizada por los reyes de León una vez que fueron reconquistados Ledesma, Juzbado, Guadramiro o Salamanca por Ramiro II de León en el siglo X. Posteriormente, en 1136 El Arco fue otorgado por el rey Alfonso VII de León al obispado de Salamanca. Con la creación de las actuales provincias en 1833, El Arco quedó encuadrado en la provincia de Salamanca, dentro de la Región Leonesa.

## Geografía humana

### Demografía
Cuenta con una población de 89 habitantes (INE 2024).
| Gráfica de evolución demográfica de El Arco entre 1842 y 2021                                                         |
| |
| Población de derecho según los censos de población del INE. Población de hecho según los censos de población del INE. |

## Administración y política

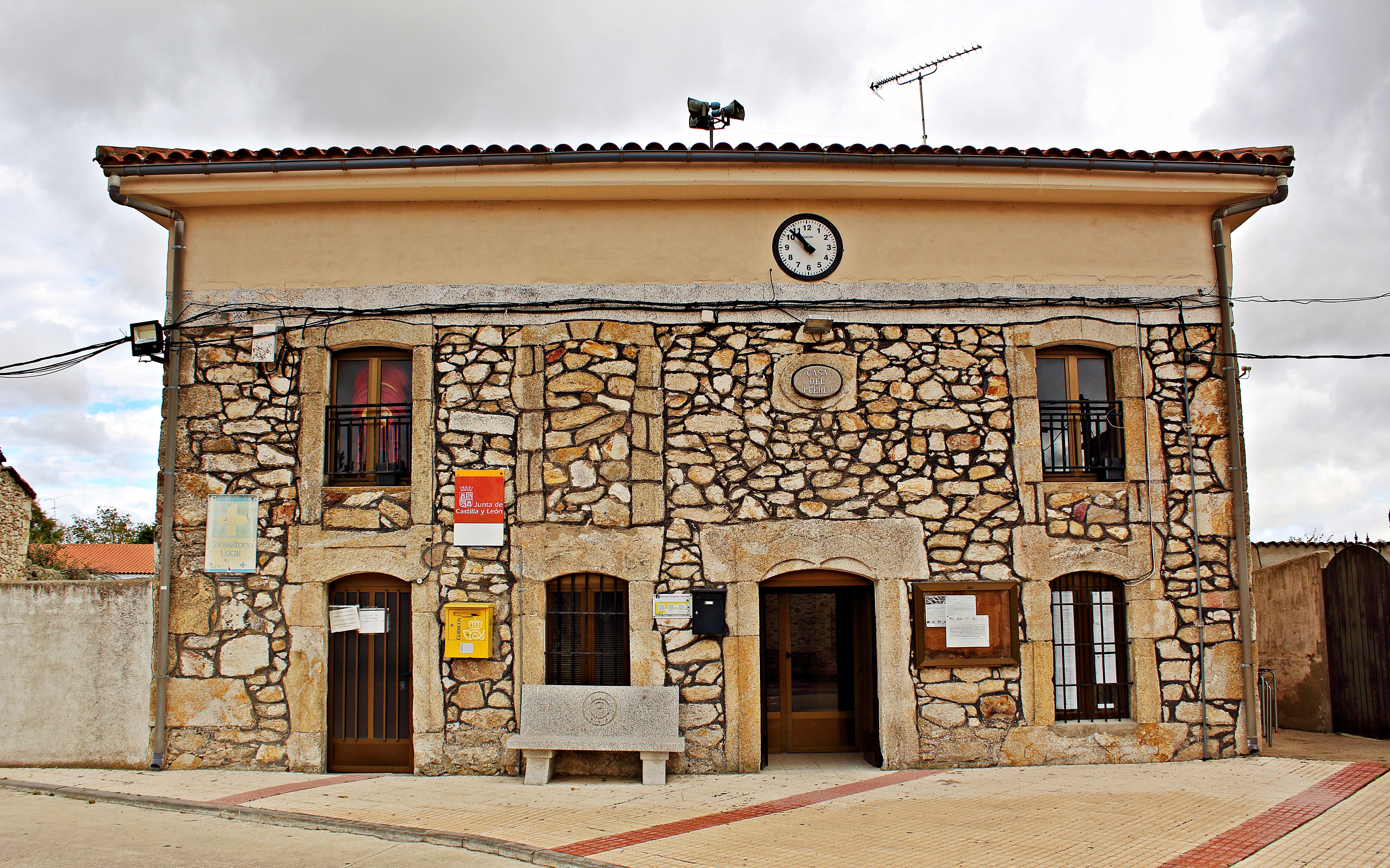
Casa consistorial

| Partido político                         | 2019  | 2019  | 2019       | 2015  | 2015  | 2015       | 2011  | 2011  | 2011       | 2007  | 2007  | 2007       | 2003  | 2003  | 2003       |
| Partido político                         | %     | Votos | Concejales | %     | Votos | Concejales | %     | Votos | Concejales | %     | Votos | Concejales | %     | Votos | Concejales |
| Partido Socialista Obrero Español (PSOE) | 78,33 | 47    | 2          | 72,13 | 44    | 2          | 68,42 | 52    | 4          | 70,51 | 55    | 4          | 51,20 | 64    | 1          |
| Partido Popular (PP)                     | 16,67 | 10    | 1          | 22,95 | 14    | 1          | 31,58 | 22    | 1          | 20,51 | 16    | 1          | 48,80 | 61    | 0          |
| Coalición SI por Salamanca (SI)          | —     | —     | —          | —     | —     | —          | 14,47 | 11    | 0          | —     | —     | —          | —     | —     | —          |
| Unión del Pueblo Salmantino (UPSa)       | —     | —     | —          | —     | —     | —          | —     | —     | —          | 1,28  | 1     | 0          | —     | —     | —          |

## Patrimonio

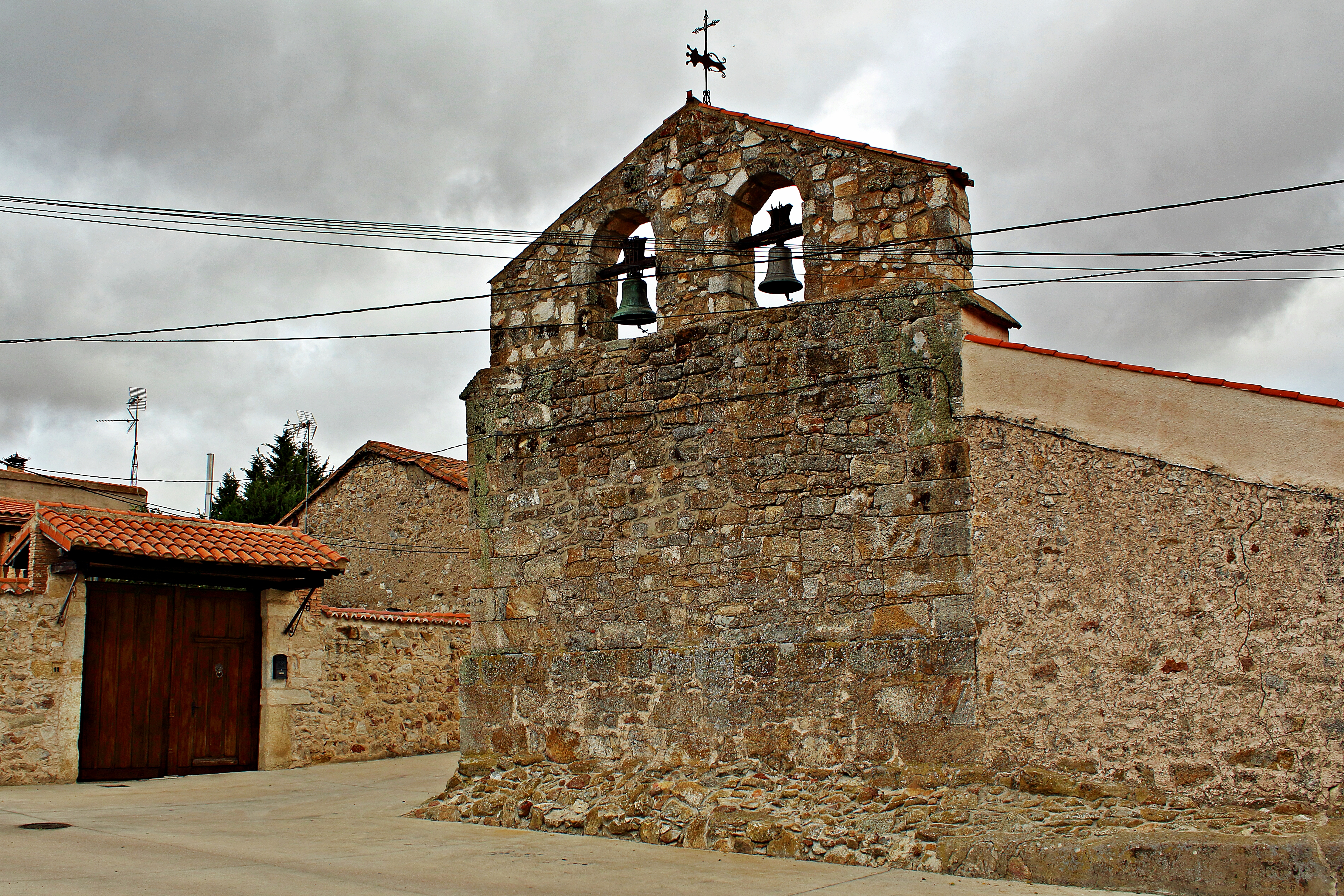
Iglesia parroquial de San Félix

- Iglesia parroquial de San Félix.